# Columbus Zoo and Aquarium
De Columbus Zoo and Aquarium is een dierentuin in Powell (Ohio), ten noorden van de Amerikaanse stad Columbus. De dierentuin is gecertificeerd door de Association of Zoos and Aquariums.

## Geschiedenis
in 1927 werd de Columbus Zoo door Harry P. Wolfe, met enige gedoneerde dieren en zes rendieren die Wolfe aangekocht had voor de kerstviering, als kleine dierentuin geopend. 
In 1951 kocht de stad Columbus 29 hectares grond voor de dierentuin, het zogenaamde 'Stanberry Estate'. De dierentuin maakte dan ook gretig gebruik van dit nieuwe grondgebied en bouwde in vlot tempo een giraffeverblijf, een vogelhuis en een reptielenhuis, een olifantenhuis, een aquarium en een veterinaire post voor de dieren. 

### Gorillajong
In 1950 kwam jager William "Gorilla Bill" Said aan in New York met 8 gorillajongen die hij in Afrika gevangen had. De universiteit van Wisconsin had in eerste instantie vooraf betaald om de gorilla's over te nemen, maar kon de volledige som niet meer veroorloven. Uiteindelijk legde Bill contact met toenmalig opzichter van Columbus Zoo, Earl Davis, om huisvesting te vinden voor de jonge dieren. Als dank voor zijn hulp kon Davis drie van de dieren, twee mannetjes en een vrouwtje, overkopen voor 10.000 dollar. Deze gorilla's waren de 58e, 59e en 60e van hun soort in de Verenigde Staten, wat tegelijkertijd ook een van de grootste groepen gorillas in gevangenschap ter wereld waren. Gorilla's zijn erg sociale dieren en in het wild leven ze dan ook gemiddeld met 5 volwassen dieren plus jongen.
Het houden van gorilla's bleek echter lastig voor de dierentuin, en één van de mannelijk gorilla's werd ingeruild voor twee neushoorns en twee cheetahs. 
Met de twee overgebleven gorilla's probeerde de dierentuin een eerste gefaalde poging, waarbij het mannetje aggresief gedrag vertoonde en eigenlijk gelijk opgegeven werd. Een veterinaire student, Warren Thomas, had de twee echter stiekem bij elkaar gezet, waarbij de vrouwelijke gorilla drachtig bleek. Gezien dit de eerste gorillageboorte in gevangenschap zou worden, was er nog geen informatie over de draagtijd van gorilla's en werd dus maar besloten menselijke data te gebruiken om een geboortedatum in te schatten. 
Op 22 december 1956 was de jonge gorilla, Colo, geboren. De dierentuin was de eerste ter wereld die dit voor elkaar kreeg. Dit betekende echter ook dat niemand informatie had over het opvoeden van jonge gorilla's en dus werd wederom gebruik gemaakt van technieken bedoelt voor mensen.

### Reptielenhuis
In 1967 werd begonnen aan een reptielenhuis dat in het volgende jaar geopend kon worden. Met 600 dieren werd het de grootste reptielencollectie in de Verenigde Staten geschat. 
In 1998 werd het gebouw gerenoveerd omdat het niet langer bij de moderne dierenhouderij paste. In 2003 werd het nogmaals verbouwd om extra nadruk te leggen op het verbeteren van publiekssentiment tegenover reptielen, met name om het huis comfortabeler te maken voor mensen met phobia's voor deze diergroep. 

### Jack Hanna
Toen Jack Hanna in 1978 het leiderschap van de dierentuin overnam, werd de focus van de dierentuin verlegt. In plaats van dieren als een soort museumcollectie tentoon te stellen, werd het dierenpark een plaats voor conservatie en realistische en diervriendelijkere verblijven zoals de 'Manatee Coast' die nog steeds te bewonderen valt in het park. 
Een andere focus van Hanna was het aanwakkeren van publiekssentiment naar dieren en conservatie. Dit werd gedaan door de educatievoorzieningen in het park te verbeteren en door veel televisieverschijningen te maken, onder andere in de Good Morning America en de Late Late show. Als resultaat kwamen er veel meer bezoekers naar de dierentuin en kwamen er ook steeds meer donaties vanuit de bevolking van Ohio.
Doordat Hannah steeds meer op televisie te zien was, onder andere ook doordat hij ondertussen zijn eigen programma's was gaan maken, had hij steeds minder tijd om directeur van de dierentuin te zijn. In 1992 besloot hij om op te stappen en kreeg hij de titel van 'emeritusdirecteur'. 

### AZAstatus en controverse
Op 6 oktober 2020 werd Columbus Zoo uit de Association of Zoo's and Aquariums gezet, voornamelijk door het ruilen van jonge dieren met ondergekwalificeerde dierentuinen voor entertainmentdoeleinden, maar ook door financieel wanbeheer. De dierentuin werd pas weer toegelaten in 27 maart 2023. De Columbus Zoo was al sinds 1980 lid van de AZA.
Columbus Zoo en haar toenmalig directeur Jack Hanna waren met regelmaat te gast bij televisieprogramma's, meestal met wilde dieren. In een documentaire genaamd 'The Conservation Game' worden veel van dit soort televisiesensaties onder de loep genomen, waarbij de documentaire de conclusie trok dat veel van deze dieren, vooral de katachtigen, helemaal niet bij gekwalificeerde dierentuinen vandaan kwamen. Veel van deze dieren werden uit kleine, ongecertificeerde dierentuinen langs de weg, of zogenaamde 'achertuinfokkers', waar ze ook weer achtergelaten werden na de uitzendingen. Deze organisaties staan erom bekend dat ze financiële doeleinden boven het welzijn van hun dieren zetten. Volgens Columbus Zoo promotiedirecteur Suzi Rapp was dit niet het geval en hoewel de dierentuin banden had met organisaties buiten het AZA programma, niet alle organisaties zonder AZA certificatie automatisch slecht zijn.

## Themagebieden

### Entry Village
Dit is het enige themagebied zonder dieren. Het is simpelweg de ingang van het park, met enige winkels, informatieborden en andere faciliteiten. 

### Adventure Cove
In Adventure Cove is een haven van noordwest Amerika namaakt. De verblijven van de gewone zeehonden en Californische zeeleeuwen zijn zo gemaakt dat de dieren onder de loopbruggen kunnen zwemmen. Het zeeleeuwenverblijf is ook zo ingericht dat in de onderwatertunnel bezoekers de zeeleeuwen kunnen stimuleren met verrijkingsapperatuur.
Verder is ook de 'Animal encounter' in Adventure Cove. Hier kunnen bezoekers dichtbij de dieren komen tijdens verzorgervoorlichtingen, waar de diersoort die gepresenteerd wordt elke keer verandert. 
Een ander verblijf waar men dichtbij de dieren kunt komen is 'Stingray Bay'. Dit is een voeltank waar bezoekers de roggen kunnen aaien.

### Asia Quest
Asia Quest bevat Columbus' dikhuiden: de olifant en de neushoorn. Daarnaast heeft het gebied een volière met een Chinees thema waar onder meer de Chinese muntjak, de koningsfazant en de manenduif verblijven.

### Polar Frontier
Dit themagebied bevat vooral dieren die in koudere temperaturen, met name de beiden polen. Onder andere de poolvossen en ijsberen zijn hier te vinden.

### Australia and the Islands
Dit deel van het park is grotendeels binnen, waaronder het nachthuis en het 'roadhouse', een deel van het gebouw dat een Australisch wegrestaurant nabootst. In dit gebied kan men Oceanië's meest bekende diersoorten vinden, zoals de koala, verschillende kangaroes en de kookaburra.

### Heart of Africa
Heart of Africa is het grootste themagebied in de dierentuin en bootst een Afrikaanse savanne na. Hier kunnen veel van de grote katachtigen, hyena's en Afrikaanse hoefdieren gevonden worden. Sommige delen van dit gebied zijn gedurende de koudere periodes van het jaar gesloten, maar de koubestendige dieren, zoals de struisvogels, leeuwen en koedoes zijn gewoon het hele jaar te zien.

### North America trek
Hier wonen de dieren die ook in het wild in de regio van de dierentuin leven. Een deel van deze dieren, zoals de Amerikaanse zeearend, wordt dan ook gefokt om in het wild losgelaten te worden in de regio. Verder heeft het gebied een volière met lokale vogels die niet meer in het wild kunnen leven, waar onder andere roodborstlijsters en cederpestvogels rondvliegen. Daarnaast is het gebied ook thuis voor elanden, bizons en wolven.

### Shores & Aquarium
Het aquariumgebouw valt binnen dit gebied. De bekendste dieren hier zijn de Caribische lamantijn en de Mississippialligator. Verder heeft dit themagebied twee restauratiemogelijkheden, een 4D theater, een speelplaats, een souvenirwinkel en een seizoensgebonden carousel.

### Congo Expedition
Dit deel van het park bootst de oerwouden van Centraal-Afrika na, inclusief natuurlijk bewoners zoals de gorilla, de bonobo en de okapi. Verder heeft dit gedeelte een restaurant genaamd de Congo River Market en een rustplaats met foodtruck. Ten slotte heeft de Congo Expedition een seizoensgebonden virtual reality ervaring genaamd de 'Wild Explorer Virtual Reality'.

## Diersoorten
Doordat sommige diersoorten achter de schermen gehouden worden, verhuist worden of niet duidelijk aangegeven worden, is deze lijst waarschijnlijk incompleet.

### Zoogdieren
Roofdieren
- Leeuw (Panthera leo)
- Afrikaans luipaard (Panthera pardus pardus)
- Amoertijger (Panthera tigris altaica)
- Poolvos (Vulpes lagopus)
- Amerikaanse zwarte beer (Ursus americanus)
- Bruine beer (Ursus arctos)
- Kinkajoe (Potos flavus)
- Rode panda (Ailurus fulgens)
- Candese lynx (Lynx canadensis)
- Cheetah (Acinonyx jubatus)
- Poema (Puma concolor)
- Rivierotter (Lontra canadensis)
- Kleinklauwotter (Aonyx cinereus)
- Manoel (Otocolobus manul)
- IJsbeer (Ursus maritimus)
- Mexicaanse wolf (Canis lupus baileyi)
- Gevlekte hyena (Crocuta crocuta)
- Veelvraat (Gulo gulo)
- Lippenbeer (Melursus ursinus)
- Binturong (Arctictis binturong)

Buideldieren
- Grijze reuzenkangaroe (Macropus giganteus)
- Rode reuzenkangaroe (Macropus rufus)
- Koala (Phascolarctos cinereus)
- Zuidelijke breedneuswombat (Lasiorhinus latifrons)
- Tasmaanse duivel (Sarcophilus harrisii)
- Matschieboomkangaroe (Dendrolagus matschiei)
- Borstelstaartkangoeroerat (Bettongia penicillata)

Hoefdieren
- Aziatische olifant (Elephas maximus)
- Indische neushoorn (Rhinoceros unicornis)
- Markhor (Capra falconeri)
- Chinese muntjak (Muntiacus reevesi)
- Blauwe gnoe (Connochaetes taurinus)
- Okapi (Okapia johnstoni)
- Thomsongazelle (Eudorcas thomsonii')
- Duingazelle (Gazella leptoceros)
- Knobbelzwijn (Phacochoerus africanus)
- Damagazelle (Nanger dama)
- Kuifhert (Elaphodus cephalophus)
- Siberisch muskushert (Moschus moschiferus)
- Ezel (Equus asinus domesticus)
- Aardvarken (Orycteropus afer)
- Noordelijke Giraffe (Giraffa camelopardalis)
- Grote koedoe (Tragelaphus strepsiceros)
- Grote kantjil (Tragulus napu)
- Eland (Alces alces)
- Rendier (Rangifer tarandus)
- Amerikaanse bizon (Bison bison)
- Dexterkoe (bos taurus taurus)
- West-Afrikaanse dwerggeit (Capra aegagrus hircus)
- Barbados zwartbuikschaap (Ovis aries)

Primaten
- Bonobo (Pan paniscus)
- Borneose orang-oetan (Pongo pygmaeus)
- Westelijke laaglandgorilla (Gorilla gorilla gorilla)
- Siamang (Symphalangus syndactylus)
- Withandgibbon (Hylobates lar)
- Mandril (Mandrillus sphinx)
- Groene meerkat (Chlorocebus aethiops)
- Mutslangoer (Trachypithecus cristatus)
- Oostelijke franjeaap (Colobus guereza)
- Kleine plompe lori (Xanthonycticebus pygmaeus)

Overig
- Capibara (Hydrochoerus hydrochaeris)
- Gewoon stekelvarken (Hystrix cristata)
- Grijpstaartstekelvarken (Coendou sp.)
- Witstaartstekelvarken (Hystrix indica)
- Caribische lamantijn (Trichechus manatus)
- Gewone zeehond (Phoca vitulina)
- Pteropus pumilus
- Californische zeeleeuw (Zalophus californianus)
- Kalong (Pteropus vampyrus)
- Tweevingerige luiaard (Choleopus didactylus)
- Zwartstaartprairiehond (Cynomys ludovicianus)

### Vogels
Watervogels
- Zwartvoetpenguin (Spheniscus demersus)
- Humboldt pinguin (Spheniscus humboldti)
- Bruine pelikaan (Pelecanus occidentalis)
- Kroeskoppelikaan (Pelecanus crispus)
- Trompetzwaan (Cygnus buccinator)
- Zwarte zwaan (Cygnus astratus)
- Nonnetje (Mergellus albellus)
- Gouden taling (Anas hottentota)
- Blauwvleugeltaling (Spatula discors)
- Buffelkopeend (Bucephala albeola)
- Kokardezaagbek (Lophodytes cucullatus)
- Rosse stekelstaart (Oxyura jamaicensis)
- Sneeuwgans (Anser caerulescens)

Papegaaiachtigen
- Blauwgele ara (Ara ararauna)
- Lori van de blauwe bergen (Trichoglossus moluccanus)
- Grijze roodstaart (Psittacus erithacus)

Zangvogels
- Roodborstlijster (Turdus migratorius)
- Driekleurige glansspreeuw (Lamprotornis suberbus)
- Amethistspreeuw (Cinnyricinclus leucogaster)
- Cederpestvogel (Bombycilla cedrorum)
- Roodborstkardinaal (Pheucticus ludovicianus)
- Goudsijs (Spinus tristis)
- Witkopbuffelwever (Dinemellia dinemelli)
- Blauwwanghoningeter (Entomyzon cyanotis)
- Zanggors (Melospiza melodia)
- Epauletspreeuw (Agelaius phoeniceus)
- Aziatische blauwe ekster (Cyanopica cyanus)

Steltlopers
- Rode flamingo (Phoenicopterus ruber)
- Chinese kraanvogel (Grus japonensis)
- Oostelijke grijze kroonkraanvogel (Balearica regulorum gibbericeps)
- Zwarte kroonkraanvogel (Balearica pavonina)
- Zadelbekooievaar (Ephippiorhynchus senegalensis)
- Indische nimmerzat (Mycteria leucocephala)
- Witmaskeribis (Plegadis chihi)
- Heilige ibis (Threskiornis aethiopicus)
- Hadada-ibis (Bostrychia hagedash)
- Koereiger (Bubulcus ibis)
- Amerikaanse goudplevier (Pluvialis dominica)
- Killdeerplevier (Charadrius vociferus)
- Hamerkop (Scopus umbretta)
- Soraral (Porzana carolina)
- Zwart porseleinhoen (Amaurornisflavirostra)

Overig
- Noordelijke bruine kiwi (Apteryx mantelli)
- Kuifseriema (Cariama cristata)
- Blauwbuikscharrelaar (Coracias cyanogaster)
- Uilnachtzwaluw (Podargus strigoides)
- Kookaburra (Dacelo novaeguinae)
- Struisvogel (Struthio camelus)
- Ethiopische kuiftrap (Eupodotis gindiana)
- Koningsfazant (Syrmaticus reevesii)
- Manenduif (Caloenas nicobarica)
- Gespikkelde duif (Columba guinea)
- Tamboerijnduif (Turtur tympasnistria)
- Amerikaanse zeearend (Haliaeetus leucocephalus)

### Reptielen
- Wimpergekko (Correlophus ciliatus)
- Seychellenreuzenschildpad (Aldabrachelys gigantea)
- Borneose rivierschildpad (Olithia borneensis)
- Amerikaanse alligator (Alligator mississippiensis)
- Watervaraan (Varanus salvator)
- Komodovaraan (Varanus komodoensis)
- Karetschildpad (Eretmochelys imbricata)
- Bruine landschildpad (Manouria emys)
- Prairiekousenbandslang (Thamnophis radix)
- Stralenschildpad (Astrochelys radiata)
- Netpython (Malayopython reticulatus)
- Groene boompython (Morelia viridis)
- Amethystpython (Morelia amethistina)
- Rode spuwende cobra (Naja pallida)
- Hoornratelslang (Crotalus cerastes)
- Madagaskar-haakneusslang (Leioheterodon madagascariensis)
- Spitskopslang (Gonyosoma oxycephalum)

### Vissen
- Koeneusrog (Rhinoptera bonasus)
- Zebrahaai (Stegostoma fasciatum)
- Zwartpunthaai (Carcharhinus limbatus)
- Wiervis (Phyllopteryx taeniolatus)
- Luipaardtrekkervis (Balistoides conspicillum)
- Ronde vleermuisvis (Platax orbicularis)
- Naso annulatus
- Gewone wimpelvis (Heniochus acuminatus)

### Amfibieën
- Modderduivel (Cryptobranchus alleganiensis)
- Axolotl (Ambystoma mexicanum)

### Ongewervelden
- Koraal
- Zoetwatermossel

## Conservatie

### Centrum voor het overleven van soorten
Dit project is een samenwerking tussen de Columbus Zoo, de International Union for Conservation of Nature en het Wildlife Trust van India. Het wil een centrale basis ontwikkelen voor het soortbehoud van de Aziatische olifant, waardoor alle kennis en grondstoffen makkelijk verdeeld kunnen worden. Naast als een soort database te fungeren hoopt dit project ook workshops en lezingen te geven over onder andere duurzaam olifantentoerisme en veilig samenleven voor mensen en olifanten.

### Gorilladokters
Het project gorilladokters is bezig met het creëren van een permanente faciliteit in de Democratische Republiek Congo, in het Virunga National Park waar zowel berggorilla's als oostelijke laaglandgorilla's leven.  Het project bevat een team van dierenartsen die actief zijn in de DRC, Oeganda en Rwanda die gewonde gorilla's behandelen en zo de twee diersoorten door op individuen te focussen in stand te houden.

### Amerikaanse bizon
In een project samen met conservatieorganisatie The Wilds, de Wildlife Restoration Foundation, conservatieorganisaties van de  Amerikaanse en Ohio overheid, de Sioux en de InterTribal Buffalo Council, waarbij samen grote wilde bizonkuddes beheerd kunnen worden. Volgens de dierentuin is de Amerikaanse prairie één van de meest bedreigde ecosystemen ter wereld, sinds verwacht wordt dat slechts 5% overblijft.
De eerste 74 bizons van The Wilds werden in 2024 losgelaten in het Cheyenne River Sioux Reservation in Zuid-Dakota. Nu ze daar eenmaal zijn, worden ze met dit project gemonitord op gedrag, groepsopbouw, genetische diversiteit en de wederopbouw van de Amerikaanse graslanden.
De bizons zijn niet alleen voor het Amerikaanse natuurbehoud een belangrijk hoeksteendier, maar ook voor de indianen. De bizon is een belangrijk deel van hun cultuur, en de bizons zullen dan ook onder andere gebruikt worden voor educatie over de verschillende tradities die, in het geval van de Zuid-Dakota bizons, voor de Sioux belangrijk zijn. Sommige bizons zullen dan ook bejaagd worden in overleg met de Amerikaanse overheid om zowel de cultuur in leven te houden, als de genetische diversiteit van de kuddes gezond te houden.

### Ohio conservatiecentrum
In tegenstelling tot de andere projecten heeft het Ohio conservatiecentrum conservatie binnen de staat als doel. Dit centrum is geplaatst in Columbus Zoo's North America Trek en is een samenwerking met The Wilds. Hoewel er onderzoek gedaan wordt over een grote groep kleinere dieren die in Ohio voorkomen, zijn de meest bekende onderzoeksdoelen het behoud van de modderduivel, de prairiekousenbandslang en mosselen.

### Wider Caribbean Manatee Alliance
Door samen te werken met het Clearwater Marine Aquarium Research Institute heeft Columbus Zoo een netwerk samengestelt tussen partners in de Caraïben om Caribische lamantijnen te monitoren, beter te begrijpen en om mensen te informeren over deze diersoort. Verder dient het project om de kustgebieden veilig te stellen om een gezond ecosysteem te behouden. Een grote motivator om dit project op te zetten was de verschillen in conservatie tussen verschillende naties. Hoewel de Caribische lamantijn wereldwijd op de rode lijst staat tussen bedreigd en kwetsbaar, zijn ze lokaal vaak ernstig bedreigd, wat het moeilijk maakt om efficiënte maatregelen op poten te zetten.

### Wider Caribbean Sea Turtle Conservation Network
De WIDECAST, zoals dit project wordt afgekort, probeert voor een herstellend en duurzaam beheer voor zeeschildpadpopulaties in de Caraïben.
Columbus Zoo helpt met het monitoren van deze zeeschildpadden, het verspreiden van wetenschappelijke resultaten onder veranderingen in wetgeving en natuurlijk met voorlichting over de zeeschildpadden in haar eigen collectie.
In 2019 ontving Karen Eckart van het WIDECAST project de prijs voor prestigieuze inzet voor conservatie van de Columbus Zoo.

### Vari's
Het Ranomafana Ruffed Lemur Project is een project dat focust op het behouden van het Ranomafana Park in zuidoost Madagaskar. Dit park heeft de hoogste concentratie van Vari's van het hele eiland. Hoewel de Columbus Zoo het project niet zelf heeft opgericht is het wel een belangrijke sponsor, wat de dierentuin al sinds 2017 doet. De dierentuin sponsort het project voornamelijk via financiële hulp en expertise.
Het project werd in 2005 opgericht door Dr. Andrea Baden van Hunter College, en is het langst lopende vari project ooit. Het project heeft al meer dan 100 verschillende vari's van een halsbandtracker voorzien, waardoor hun gegevens verzameld kunnen worden. Dit heeft als resultaat dat het project een grote database over gedrag, populatie en omgeving van deze dieren in het wild heeft.
Madagaskar is een unieke plek voor biodiversiteit, gezien een groot deel van de dieren die daar voorkomen endemisch zijn.